# Журнал «Берега»
Литературно-художественный журнал «Берега» издается с 1 ноября 2013 года, публикует произведения авторов, проживающих в России, а также стран ближнего и дальнего Зарубежья. Периодичность издания — 6 раз в год.

## Концепция
Концепцией журнал «Берега»-Калининград является создание литературно-художественного пространства как территории нравственности и продолжение лучших традиций русских «толстых» журналов, публикация произведений лучших современных прозаиков, поэтов, публицистов и литературоведов. На обложке журнала изображён берег Балтийского моря, как символ места рождения журнала, и россыпи янтаря, как символ духовного света и тепла, без которого невозможно существование человечества.
Инициатор создания журнала — его главный редактор Лидия Довыденко.
Журнал выходит при поддержке Союза писателей России, зарегистрирован Управлением Федеральной службы по надзору в сфере связи, информационных технологий и массовых коммуникаций по Калининградской области. Свидетельство о регистрации ПИ № ТУ 39-00302 от 24 сентября 2014 года.
Презентации журнала проходят в библиотеках Калининграда, Санкт-Петербурга, Москвы, многих городов России и европейских стран.
В 2020 году был создан гимн журнала в двух вариантах:
- Слова — Андрея Растоврцева, музыка Владимира Морозова
- Слова Андрея Растворцева, музыка Сергея Зражевского, аранжировка -Дмитрий Логачев

## Редакция и структура журнала
- Лидия Довыденко — Главный редактор журнала Берега, секретарь Союза писателей России
- Вадим Терехин — сопредседатель Союза писателей России
- Григорий Блехман — секретарь Союза писателей России
- Вячеслав Лютый — секретарь Союза писателей России
- Алексей Полубота — член Правления Союза писателей России
- Александр Герасимов — прозаик, публицист, драматург, заслуженный работник культуры
- Татьяна Грибанова — член Союза писателей России
- Игорь Ерофеев — член Союза писателей России
- Василий Киляков — член Союза писателей России
- Римма Лютая — прозаик, публицист, переводчик
- Александр Орлов — поэт, прозаик, историк, Директор Международного Славянского литературного форума «Золотой Витязь»
- Сергей Пылёв — член Союза писателей России
- Светлана Савицкая — член Союза писателей России, учредитель Национальной литературной премии «Золотое перо Руси»
- Геннадий Сазонов — член Союза писателей России
- Наталья Советная — член Союза писателей России и Союза писателей Беларуси
- Валерий Старжинский — доктор философских наук, писатель
- Сухейль Фарах — доктор философских наук, писатель
- Станислав Федотов — поэт, прозаик, драматург

Рубрики: «Берега актуальности», «Поэзия», «Проза», «Берега истории», «Берега Памяти», «Берега прочтения», «Берега юбилеев», «Берега культуры и искусства», «Русский мир без границ», «Берега Православия», «Поэтическая седмица», «Международное поэтическое движение», «Берега Новороссии», страницы для детей «Бережок».

## Авторы
На страницах журнала печатаются прозаики, поэты и публицисты России: Александр Проханов, Николай Фёдорович Иванов, Владимир Крупин, Анатолий Байбородин, Капитолина Кокшенева, Елена Крюкова, Татьяна Глушкова, Юнна Мориц, Юрий Серб, Геннадий Иванов, Владимир Скиф, Александр Чумиков, Валентина Ерофеева-Тверская, Владимир Фёдоров, Сергей Зубарев, Вячеслав Куприянов, Игорь Изборцев, Зоя Колесникова, Валерий Шелегов, Нина Черепенникова, Марина Саввиных, Ольга Губарева (дочь космонавта А. А. Губарева), Анатолий Андреев, Нина Волченкова, Олеся Николаева и другие.
С 2014 года в каждом номере присутствует рубрика «Берега Новороссии», в которой публикуются: Андрей Чернов, Елена Заславская, Виталий Даренский, Людмила Гонтарева, Александр Сигида, Марк Некрасовский, Юрий Хоба, Марина Бережнева, Ирина Горбань, Глеб Бобров, Иван Донецкий, Валерий Герланец и другие.
Особое направление — знакомство читателей с деятельностью русской аристократии: князь Никита Дмитриевич Лобанов-Ростовский (Лондон), князь Александр Александрович Трубецкой (Париж).
Авторы России, знакомящие читателей с литературой и искусством Русского Зарубежья: Оксана Карнович, Екатерина Фёдорова.
Авторы, живущие вне России: Каспар Димитерс, Ваагн Карапетян, Эляна Суодене, Ираида Кельмелене, Иван Кунцевич, Марианна Озолиня, Николай Зайцев, Александр Сидоров, Никола Казански, Эльвира Поздняя, Галина Хэндус, Ильяс Аутов, Александр Якимов, Татьяна Житкова, Петр Антропов и другие.
При жизни печатались Ольга Фокина, Александр Казинцев, Сэда Вермишева, Владимир Подлузский, Валентин Курбатов, четырёхкратный кавалер Ордена Мужества Алексей Новгородов, Андрей Растворцев, Людмила Яцкевич, Эдуард Демиденко, Юрий Шевченко, Владимир Вахрамеев, Эдуард Фальц-Фейн (Лихтенштейн).

## Литературные акции
Литературные акции: «Братство двух морей», встречи авторов Балтийского моря, Чёрного моря, солидарность с писателями Донбасса.
С писателями из Липецка проведена неоднократная акция «Общая гордость, общая память. Липецк-Калининград». Инициатор — Валентин Баюканский, открывший, что три героя Советского Союза, павшие в боях на территории Восточной Пруссии, в честь которых названы три города в Калининградской области: Гурьевск, Гусев и Нестеров — это выходцы из Липецкой области.
Журнал принимал до 2020 года активное участие в проектах в ближнем Зарубежье: это ежегодный фестиваль духовной поэзии «Покрова» в Каунасе (руководитель — доктор гуманитарных наук Эляна Суодене), Дни русской культуры в Риге, всегда приуроченные к дню рождения А. С. Пушкина, Духовно-нравственные литературные чтения русских авторов в Вильнюсе (Эльвира Поздняя, Валерий Иванов, Яков Крыницкий, Дора и Лев Месенгисер др.).

## Награды
- Конкурс журналистского мастерства «Слава России», 2015
- Премия «Россия — Беларусь. Шаг в будущее», 2015
- Конкурс журналистского мастерства «Слава России», 2016
- Конкурс журналистского мастерства «Слава России», 2016
- Национальная литературная премия «Золотое перо Руси», 2016
- Золотой Диплом Всеславянского литературного форума «Золотой Витязь», 2020
- Медаль имени первопечатника Ивана Федорова, 2020
- Золотая медаль конкурса журналистского мастерства «Слава России», 2020
- Медаль имени поэта и воина Игоря Николаевича Григорьева. 2023

## Критика
- Энциклопедия авторов журнала «Берега» — К, 2019. http://oduvan.org/wp-content/uploads/E%60ntsikloped-avtorov-Berega.pdf
- Лидия Довыденко. Новый журнал «Берега» // Наш современник, № 4, 2014, стр. 286. http://nash-sovremennik.ru/archive/2014/n4/1404-30.pdf
- Наталья Лебедева. Берега Русского мира обнаружились в центре Риги. https://vesti.lv/statja/segodnja/2018/06/20/berega-russkogo-mira-obnaruzhilis-v-centre-rigi
- В Калининграде прошла презентация журнала «Берега» http://www.rospisatel.ru/sob176.htm
- сб. «Русский мир Лидии Довыденко» под ред С. П. Пылева, — Страж Балтики, — 2023// https://dovydenko.ru/
- Елена Крюкова. Фреска «Берегов» под куполом жизни. Обзор журнала «Берега» № 2, 2023// https://ruskline.ru/analitika/2023/10/11/freska_beregov_pod_kupolom_zhizni Елена Крюкова . Любовь навсегда. Обзор журнала «Берега», № 3, 2022 // https://ruskline.ru/analitika/2022/09/08/lyubov_navsegda Елена Крюкова. Духовное странствие. Журнал «Берега», № 3 2021// https://ruskline.ru/analitika/2021/08/25/duhovnoe_stranstvie О журнале «Берега». Беседа Елены Крюковой с главным редактором журнала Лидией Довыденко https://ruskline.ru/analitika/2021/03/16/o_zhurnale_berega Эляна Суодене. Аксиологический концепт журнала «Берега» Отклик на номер № 5, 2023 https://ruskline.ru/analitika/2023/11/05/aksiologicheskii_koncept_zhurnala_berega Эляна Суодене. Сердце России — живое! Отклик на журнал «Берега», N 6, 2022 https://ruskline.ru/news_rl/2023/02/04/serdce_rossii__zhivoe Геннадий Сазонов. Перебирая в памяти время. Обзор журнала «Берега» 5(51) — 2022 https://ruskline.ru/news_rl/2022/11/24/perebiraya_v_pamyati_vremya
- Светлана Леонтьева. Часть Вселенной. Обзор журнала «Берега» № 6, 2022// https://ruskline.ru/analitika/2023/01/11/chast_vselennoi
- Светлана Леонтьева. Великий шелковый путь Берегов. Обзор журнала «Берега» № 4, Калининград// https://ruskline.ru/analitika/2022/10/24/velikii_shelkovyi_put_beregov
- Светлана Леонтьева. В открытый космос без страховки. Обзор нового номера журнала «Берега» (№ 3, 2022) https://ruskline.ru/analitika/2022/08/22/v_otkrytyi_kosmos_bez_strahovki
- Журнал «Берега» https://fantlab.ru/work696492
- Очередной номер журнала "Берега http://www.baltpero.ru/prosmotr-novostej/ocherednoj-nomer-zhurnala-berega.html
- Игорь Тюленев. Поэзия русского авангарда https://sites.google.com/site/poeziarusskogoavangarda/publikacii/zurnal-berega
- Геннадий Сазонов представил журнал вологжанам http://cultinfo.ru/news/2017/1/writer-and-ethnographer-gennady-sazonov-will-prese
- Презентация журнала «Берега» https://www.domrz.ru/event/prezentatsiya_literaturnogo_zhurnala_berega_/
- Калининградский журнал презентовали в Доме русского зарубежья http://39rus.org/news/society/9226
- Энциклопедия журнала Берега пополнила фонд Горьковки com/eshchjo/raznoe/podarki-gorkovke/5607-entsiklopediya-avtorov-zhurnala-berega-popolnila-fond-gor-kov
- Обзор журнала «Берега» 1 −2019 https://ruskline.ru/analitika/2019/03/23/obzor_zhurnala_berega_1_31_2019
- Необычный проект журнала Берега http://dompisatel.ru/?p=15208
- Творческая встреча в Вологде http://vologda-portal.ru/novosti/index.php?ID=358261&SECTION_ID=151
- Геннадий Сазонов беседует с Лидией Довыденко http://www.rospisatel.ru/dovydenko-sazonov.htm
- Лидия Довыденко: «Мы видим свою миссию в том, чтобы трепетно беречь русскую культуру». Андрей Чернов http://lugansk1.info/66954-lidiya-dovydenko-my-vidim.../
- Андрей Славин. Янтарные берега луганских писателей// Экспресс-Новости, Луганск, 4.12.2019, № 49
- Брифинг участников научной конференции «Право на слово. Донбасс.ру» https://www.youtube.com/watch?v=VWqKTi5qE-s - брифинг после конференции
- Лада Ковальчук. Лидия Довыденко — Почётный житель Балтийского городского округа// Вестник Балтийска, 1 августа 2019, № 30
- Лидия Довыденко. Выступление в русском центре в Праге https://ptel.cz/2018/08/lidiya-dovydenko-nam-navyazyvayut-zhadnost-kak-ideologiyu/
- Лидия Довыденко. Литературные премии. https://vesti-kaliningrad.ru/utro-rossii-16-11-20-2/
- Презентация журнала «Берега» http://www.bfrz.ru/?mod=news&id=1626
- Культурное единодушие и единокровие https://ekogradmoscow.ru/2012-11-25-08-44-50/2012-11-25-08-49-49/2012-12-19-12-09-28/l
- Анна-Тураносова-Абрас. Объединяющие «Берега» https://www.obzor.lt/news/n56248.html
- Интервью главного редактора журнала «Берега» Лидии Довыденко на радио «Океан плюс» в программе Зои Кулик «Вас витае Беларусь!»
- Алексей Полубота. Симфония Преображения. О журнале «Берега» (№ 3-2020) http://litsota.ru/simfoniya-preobrazheniya-o-tretem-nomere-zhurnala-berega-3-2020/?
- Елена Дубровина. О калининградском журнале «Берега» −1 −2020 http://elena-dubrovina.ru/xranitelyam-russkoj-kultury-posvyashhaetsya
- Г. Сазонов. Путем русского космизма, обзор Берега 5-2020 https://ruskline.ru/news_rl/2020/10/13/putem_russkogo_kosmizma
- Геннадий Сазонов. «Праздник духа и слова…». Обзор июльского номера журнала «Берега» 3(39) 2020 https://ruskline.ru/news_rl/2020/07/30/prazdnik_duha_i_slova
- Геннадий Сазонов. «Знамя борьбы за человека…». Обзор журнала «БЕРЕГА» № 1 (37), 2020 https://ruskline.ru/analitika/2020/03/05/znamya_borby_za_cheloveka
- Владимир Подлузский о Берегах 1-2020 https://dovydenko.ru/608-vladimir-podluzskij-o-zhurnale-berega-1-2020.html
- Заслуженные артисты кино и театра Евгений и Галина Киндиновы о журнале: https://dovydenko.ru/605-artisty-teatra-i-kino-evgenij-i-galina-kindinovy-o-zhurnale-berega.html
- Светлана Савицкая о «Берегах» https://www.facebook.com/lidia.dovydenko1/
- София Дибяева. Журнал «Берега». https://www.facebook.com/groups/517979205346994/
- Сергей Пылёв. Родные «Берега» https://www.facebook.com/lidia.dovydenko1/